# Ázqueta
Ázqueta (Azketa en euskera) es una localidad española y un concejo de la Comunidad Foral de Navarra perteneciente al municipio de Igúzquiza. Está situado en la Merindad de Estella, en la Comarca de Estella Oriental. Su población en 2017 fue de 54 habitantes (INE).

## Topónimo
Seguramente deriva del vasco haitz ‘peña’, y el sufijo -keta que indica lugar, y significaría ‘lugar de peñas’.
En documentos antiguos aparece como Açqueta (1222, 1248, NEN), Azchita (1090, NEN) y Azqueta (1128, NEN).

## Población
| 2009 | 2010 | 2011 | 2012 | 2013 | 2014 | 2015 | 2016 | 2017 |
| ---- | ---- | ---- | ---- | ---- | ---- | ---- | ---- | ---- |
| 63   | 63   | 64   | 58   | 57   | 54   | 54   | 53   | 52   |

Fuente: Gobierno de Navarra.

## Historia
Se incorporó en 1845 al municipio de Igúzquiza.

## Arte
Iglesia medieval de San Pedro Apóstol, reformada en el siglo XVI.